# I Can’t Go On
Az I Can't Go On (magyarul: Nem tudom folytatni) a svéd Robin Bengtsson dala, mellyel Svédországot képviselte a 2017-es Eurovíziós Dalfesztiválon, Kijevben. A dal az SVT által szervezett nemzeti döntőben, a Melodifestivalenen nyerte el az eurovíziós indulás jogát 2017. március 11-én.

## Eurovíziós Dalfesztivál
A dalt az Eurovíziós Dalfesztiválon először a május 9-i első elődöntőben adta elő, fellépési sorrendben elsőként, a Grúziát képviselő Tamara Gachechiladze Keep the Faith című dala előtt. Az elődöntőből a harmadik helyen jutott tovább a május 13-i döntőbe, ahol fellépési sorrendben huszonnegyedikként lépett fel a Belgiumot képviselő Blanche City Lights című dala után, és a Bulgáriát képviselő Kristian Kostov Beautiful Mess című dala előtt. A pontozás során a zsűri szavazáson összesítésben a harmadik helyen végzett 218 ponttal (Belgiumtól, Dániától és Finnországtól maximális pontszámot kapott), míg a nézői szavazáson a nyolcadik helyen végzett 126 ponttal (Dániától maximális pontszámot kapott), így összesítésben 344 ponttal a verseny ötödik helyezettje lett.
A következő svéd induló Benjamin Ingrosso Dance You Off című dala volt a 2018-as Eurovíziós Dalfesztiválon.